# Schizoporella magnifica
Schizoporella magnifica är en mossdjursart som först beskrevs av Walter Douglas Hincks 1886.  Schizoporella magnifica ingår i släktet Schizoporella och familjen Schizoporellidae. Inga underarter finns listade i Catalogue of Life.